# Llista d'ocells de Suècia
Aquesta llista d'ocells de Suècia inclou totes les espècies d'ocells trobats a Suècia: 481, de les quals 9 estan globalment amenaçades d'extinció i 1 hi fou introduïda.
Els ocells s'ordenen per famílies i espècies.

## Gaviidae
- Gavia stellata
- Gavia arctica
- Gavia immer
- Gavia adamsii

## Podicipedidae
- Tachybaptus ruficollis
- Podiceps grisegena
- Podiceps cristatus
- Podiceps auritus
- Podiceps nigricollis

## Diomedeidae
- Thalassarche melanophris

## Procellariidae
- Fulmarus glacialis
- Calonectris diomedea
- Puffinus gravis
- Puffinus griseus
- Puffinus puffinus
- Puffinus mauretanicus

## Hydrobatidae
- Hydrobates pelagicus
- Oceanodroma leucorhoa

## Sulidae
- Morus bassanus

## Phalacrocoracidae
- Phalacrocorax carbo
- Phalacrocorax aristotelis
- Phalacrocorax pygmaeus

## Ardeidae
- Ardea cinerea
- Ardea purpurea
- Ardea alba
- Egretta garzetta
- Ardeola ralloides
- Bubulcus ibis
- Nycticorax nycticorax
- Ixobrychus minutus
- Botaurus stellaris

## Ciconiidae
- Ciconia nigra
- Ciconia ciconia

## Threskiornithidae
- Plegadis falcinellus
- Platalea leucorodia

## Anatidae
- Cygnus olor
- Cygnus cygnus
- Cygnus columbianus
- Anser fabalis
- Anser brachyrhynchus
- Anser albifrons
- Anser erythropus
- Anser anser
- Branta bernicla
- Branta leucopsis
- Branta canadensis
- Branta ruficollis
- Alopochen aegyptiacus
- Tadorna ferruginea
- Tadorna tadorna
- Anas penelope
- Anas americana
- Anas strepera
- Anas crecca
- Anas platyrhynchos
- Anas rubripes
- Anas acuta
- Anas querquedula
- Anas discors
- Anas clypeata
- Netta rufina
- Aythya ferina
- Aythya collaris
- Aythya nyroca
- Aythya fuligula
- Aythya marila
- Aythya affinis
- Somateria mollissima
- Somateria spectabilis
- Polysticta stelleri
- Histrionicus histrionicus
- Clangula hyemalis
- Melanitta nigra
- Melanitta perspicillata
- Melanitta fusca
- Bucephala clangula
- Mergellus albellus
- Mergus serrator
- Mergus merganser
- Oxyura jamaicensis

## Pandionidae
- Pandion haliaetus

## Accipitridae
- Pernis apivorus
- Milvus milvus
- Milvus migrans
- Haliaeetus albicilla
- Neophron percnopterus
- Gyps fulvus
- Circaetus gallicus
- Circus aeruginosus
- Circus cyaneus
- Circus macrourus
- Circus pygargus
- Accipiter nisus
- Accipiter gentilis
- Buteo buteo
- Buteo rufinus
- Buteo lagopus
- Aquila pomarina
- Aquila clanga
- Aquila nipalensis
- Aquila heliaca
- Aquila chrysaetos
- Aquila pennatus

## Falconidae
- Falco naumanni
- Falco tinnunculus
- Falco vespertinus
- Falco eleonorae
- Falco columbarius
- Falco subbuteo
- Falco cherrug
- Falco rusticolus
- Falco peregrinus

## Tetraonidae
- Lagopus lagopus
- Lagopus muta
- Tetrao urogallus
- Tetrao tetrix
- Bonasa bonasia

## Phasianidae
- Alectoris chukar
- Perdix perdix
- Coturnix coturnix
- Phasianus colchicus

## Gruidae
- Anthropoides virgo
- Grus grus

## Rallidae
- Rallus aquaticus
- Crex crex
- Porzana parva
- Porzana pusilla
- Porzana porzana
- Porzana carolina
- Gallinula chloropus
- Fulica atra

## Otididae
- Otis tarda
- Chlamydotis undulata
- Chlamydotis macqueenii
- Tetrax tetrax

## Haematopodidae
- Haematopus ostralegus

## Recurvirostridae
- Himantopus himantopus
- Recurvirostra avosetta

## Burhinidae
- Burhinus oedicnemus

## Glareolidae
- Cursorius cursor
- Glareola pratincola
- Glareola maldivarum
- Glareola nordmanni

## Charadriidae
- Vanellus vanellus
- Vanellus gregarius
- Vanellus leucurus
- Pluvialis fulva
- Pluvialis dominica
- Pluvialis apricaria
- Pluvialis squatarola
- Charadrius hiaticula
- Charadrius dubius
- Charadrius alexandrinus
- Charadrius mongolus
- Charadrius leschenaultii
- Charadrius morinellus

## Scolopacidae
- Scolopax rusticola
- Lymnocryptes minimus
- Gallinago media
- Gallinago gallinago
- Limnodromus scolopaceus
- Limosa limosa
- Limosa haemastica
- Limosa lapponica
- Numenius phaeopus
- Numenius arquata
- Bartramia longicauda
- Tringa erythropus
- Tringa totanus
- Tringa stagnatilis
- Tringa nebularia
- Tringa melanoleuca
- Tringa flavipes
- Tringa ochropus
- Tringa solitaria
- Tringa glareola
- Xenus cinereus
- Actitis hypoleucos
- Actitis macularia
- Heterosceles brevipes
- Arenaria interpres
- Calidris canutus
- Calidris alba
- Calidris pusilla
- Calidris mauri
- Calidris ruficollis
- Calidris minuta
- Calidris temminckii
- Calidris subminuta
- Calidris fuscicollis
- Calidris bairdii
- Calidris melanotos
- Calidris acuminata
- Calidris ferruginea
- Calidris alpina
- Calidris maritima
- Calidris himantopus
- Limicola falcinellus
- Tryngites subruficollis
- Philomachus pugnax
- Phalaropus tricolor
- Phalaropus lobatus
- Phalaropus fulicarius

## Stercorariidae
- Stercorarius skua
- Stercorarius pomarinus
- Stercorarius parasiticus
- Stercorarius longicaudus

## Laridae
- Larus canus
- Larus delawarensis
- Larus marinus
- Larus hyperboreus
- Larus glaucoides
- Larus argentatus
- Larus fuscus
- Larus cachinnans
- Larus michahellis
- Larus ridibundus
- Larus genei
- Larus philadelphia
- Larus melanocephalus
- Larus atricilla
- Larus pipixcan
- Larus minutus
- Pagophila eburnea
- Rhodostethia rosea
- Xema sabini
- Rissa tridactyla

## Sternidae
- Sterna nilotica
- Sterna caspia
- Sterna sandvicensis
- Sterna dougallii
- Sterna hirundo
- Sterna paradisaea
- Sterna forsteri
- Sterna albifrons
- Sterna anaethetus
- Sterna fuscata
- Chlidonias hybridus
- Chlidonias leucopterus
- Chlidonias niger

## Alcidae
- Alle alle
- Uria aalge
- Uria lomvia
- Alca torda
- Cepphus grylle
- Aethia psittacula
- Fratercula arctica
- Fratercula arctica
- Fratercula cirrhata
- Cepphus grylle

## Pteroclidae
- Syrrhaptes paradoxus

## Columbidae
- Columba livia
- Columba oenas
- Columba palumbus
- Streptopelia turtur
- Streptopelia orientalis
- Streptopelia decaocto

## Cuculidae
- Clamator glandarius
- Cuculus canorus

## Tytonidae
- Tyto alba

## Strigidae
- Otus scops
- Bubo bubo
- Bubo scandiacus
- Strix aluco
- Strix uralensis
- Strix nebulosa
- Surnia ulula
- Glaucidium passerinum
- Athene noctua
- Aegolius funereus
- Asio otus
- Asio flammeus

## Caprimulgidae
- Caprimulgus europaeus
- Caprimulgus aegyptius

## Apodidae
- Hirundapus caudacutus
- Chaetura pelagica
- Tachymarptis melba
- Apus apus
- Apus pallidus
- Apus pacificus
- Apus affinis

## Alcedinidae
- Alcedo atthis

## Meropidae
- Merops persicus
- Merops apiaster

## Coraciidae
- Coracias garrulus

## Upupidae
- Upupa epops

## Picidae
- Jynx torquilla
- Dendrocopos minor
- Dendrocopos medius
- Dendrocopos leucotos
- Dendrocopos major
- Picoides tridactylus
- Dryocopus martius
- Picus viridis
- Picus canus

## Alaudidae
- Melanocorypha calandra
- Melanocorypha bimaculata
- Melanocorypha leucoptera
- Melanocorypha yeltoniensis
- Calandrella brachydactyla
- Calandrella rufescens
- Galerida cristata
- Lullula arborea
- Alauda arvensis
- Eremophila alpestris

## Hirundinidae
- Riparia riparia
- Ptyonoprogne rupestris
- Hirundo rustica
- Cecropis daurica
- Delichon urbica

## Motacillidae
- Motacilla alba
- Motacilla citreola
- Motacilla flava
- Motacilla cinerea
- Anthus richardi
- Anthus campestris
- Anthus godlewskii
- Anthus trivialis
- Anthus hodgsoni
- Anthus gustavi
- Anthus pratensis
- Anthus cervinus
- Anthus petrosus
- Anthus spinoletta
- Anthus rubescens

## Regulidae
- Regulus regulus
- Regulus ignicapillus

## Bombycillidae
- Bombycilla garrulus

## Cinclidae
- Cinclus cinclus

## Troglodytidae
- Troglodytes troglodytes

## Prunellidae
- Prunella collaris
- Prunella montanella
- Prunella atrogularis
- Prunella modularis

## Turdidae
- Monticola saxatilis
- Monticola solitarius
- Zoothera sibirica
- Zoothera dauma
- Catharus fuscescens
- Catharus ustulatus
- Catharus guttatus
- Turdus torquatus
- Turdus merula
- Turdus obscurus
- Turdus ruficollis
- Turdus naumanni
- Turdus pilaris
- Turdus iliacus
- Turdus philomelos
- Turdus viscivorus
- Turdus migratorius

## Cisticolidae
- Cisticola juncidis

## Sylviidae
- Cettia cetti
- Locustella lanceolata
- Locustella naevia
- Locustella fluviatilis
- Locustella luscinioides
- Acrocephalus paludicola
- Acrocephalus schoenobaenus
- Acrocephalus agricola
- Acrocephalus scirpaceus
- Acrocephalus dumetorum
- Acrocephalus palustris
- Acrocephalus arundinaceus
- Hippolais caligata
- Hippolais rama
- Hippolais pallida
- Hippolais polyglotta
- Hippolais icterina
- Phylloscopus trochilus
- Phylloscopus collybita
- Phylloscopus ibericus
- Phylloscopus neglectus
- Phylloscopus bonelli
- Phylloscopus sibilatrix
- Phylloscopus fuscatus
- Phylloscopus schwarzi
- Phylloscopus proregulus
- Phylloscopus inornatus
- Phylloscopus borealis
- Phylloscopus trochiloides
- Sylvia atricapilla
- Sylvia borin
- Sylvia communis
- Sylvia curruca
- Sylvia nana
- Sylvia nisoria
- Sylvia rueppelli
- Sylvia cantillans
- Sylvia melanocephala
- Sylvia undata

## Muscicapidae
- Muscicapa striata
- Muscicapa dauurica
- Ficedula hypoleuca
- Ficedula albicollis
- Ficedula parva
- Ficedula albicilla
- Erithacus rubecula
- Luscinia luscinia
- Luscinia megarhynchos
- Luscinia svecica
- Tarsiger cyanurus
- Irania gutturalis
- Phoenicurus ochruros
- Phoenicurus phoenicurus
- Saxicola rubetra
- Saxicola rubicola
- Oenanthe oenanthe
- Oenanthe pleschanka
- Oenanthe hispanica
- Oenanthe deserti
- Oenanthe isabellina

## Paradoxornithidae
- Panurus biarmicus

## Aegithalidae
- Aegithalos caudatus

## Paridae
- Poecile palustris
- Poecile montana
- Poecile cincta
- Periparus ater
- Lophophanes cristatus
- Parus major
- Cyanistes caeruleus
- Cyanistes cyanus

## Sittidae
- Sitta europaea

## Certhiidae
- Certhia familiaris
- Certhia brachydactyla

## Remizidae
- Remiz pendulinus

## Oriolidae
- Oriolus oriolus

## Laniidae
- Lanius collurio
- Lanius isabellinus
- Lanius schach
- Lanius excubitor
- Lanius meridionalis
- Lanius minor
- Lanius nubicus
- Lanius senator

## Corvidae
- Perisoreus infaustus
- Garrulus glandarius
- Pica pica
- Nucifraga caryocatactes
- Corvus monedula
- Corvus dauuricus
- Corvus frugilegus
- Corvus corone
- Corvus corax
- Corvus cornix

## Sturnidae
- Pastor roseus
- Sturnus vulgaris

## Emberizidae
- Emberiza citrinella
- Emberiza leucocephalos
- Emberiza cia
- Emberiza hortulana
- Emberiza caesia
- Emberiza pusilla
- Emberiza rustica
- Emberiza aureola
- Emberiza melanocephala
- Emberiza schoeniclus
- Emberiza calandra
- Zonotrichia albicollis
- Calcarius lapponicus
- Plectrophenax nivalis

## Cardinalidae
- Pheucticus ludovicianus

## Fringillidae
- Fringilla coelebs
- Fringilla montifringilla
- Pinicola enucleator
- Carpodacus erythrinus
- Loxia pytyopsittacus
- Loxia curvirostra
- Loxia leucoptera
- Carduelis chloris
- Carduelis flammea
- Carduelis hornemanni
- Carduelis spinus
- Carduelis carduelis
- Carduelis flavirostris
- Carduelis cannabina
- Serinus serinus
- Pyrrhula pyrrhula
- Coccothraustes coccothraustes
- Bucanetes githaginea
- Uragus sibiricus

## Passeridae
- Passer domesticus
- Passer hispaniolensis
- Passer montanus[1]